# Heidi Schmid
Pour les articles homonymes, voir Schmid.
Adelheid « Heidi » Schmid, née le 5 décembre 1938 à Klagenfurt, est une fleurettiste allemande.
Elle est championne olympique de fleuret aux Jeux olympiques d'été de 1960 et fait partie de l'équipe unifiée d'Allemagne qui termine troisième en fleuret aux Jeux olympiques de 1964.
Elle est désignée personnalité sportive allemande de l'année en 1961.